# Захиролеслам, Кахве
Кахве Захиролеслам (англ. Kahveh Zahiroleslam; род. 13 июня 2002, Саратога, Калифорния) — американский футболист иранского происхождения, нападающий клуба «Сент-Трюйден».

## Карьера

### Начало карьеры
Футбольную карьеру начинал в американской футбольной академии «Де Анза Форс». В 2018 году футболист стал выступать в юношеской лиге в возрастной категории до 19 лет. В 2021 году футболист стал выступать в студенческой лиги за клуб «Йель Бульдогс» из Йельского университета. За 2 проведённых сезона за клуб футболист успел отличиться 13 забитыми голами и 4 результативными передачами. В апреле 2022 года футболист на правах арендного соглашения присоединился к американскому клубу «Чикаго Юнайтед», вместе с которым стал выступать во Второй лиге ЮСЛ. За клуб в 12 матчах футболист отличился 9 забитыми голами и 3 результативными передачи. В августе 2022 года футболист покинул клуб.

### «Сент-Трюйден»
В августе 2023 года футболист на правах свободного агента перешёл в бельгийский клуб «Сент-Трюйден». Дебютировал за клуб футболист 24 сентября 2023 года в матче против «Генка», выйдя на замену на 76 минуте. Дебютный гол за клуб футболист забил 31 октября 2023 года в матче Кубка Бельгии против клуба «Франкс Боренс». Свой дебютный гол в чемпионате футболист забил 9 декабря 2023 года в матче против клуба «Ауд-Хеверле Лёвен». В матче 1 февраля 2024 года против «Гента» футболист отличился забитым дублем.